# Hii
Der Hii (japanisch 斐伊川 Hii-kawa) ist ein Fluss in den japanischen  Präfekturen Tottori und Shimane.
Er hat eine Länge von 153 km und Einzugsgebiet von 2540 km² und wird als Fluss 1. Ordnung eingestuft.
Am Fluss befinden sich die Talsperren Obara und Hinobori.